# Lev ha-Ir Merkaz

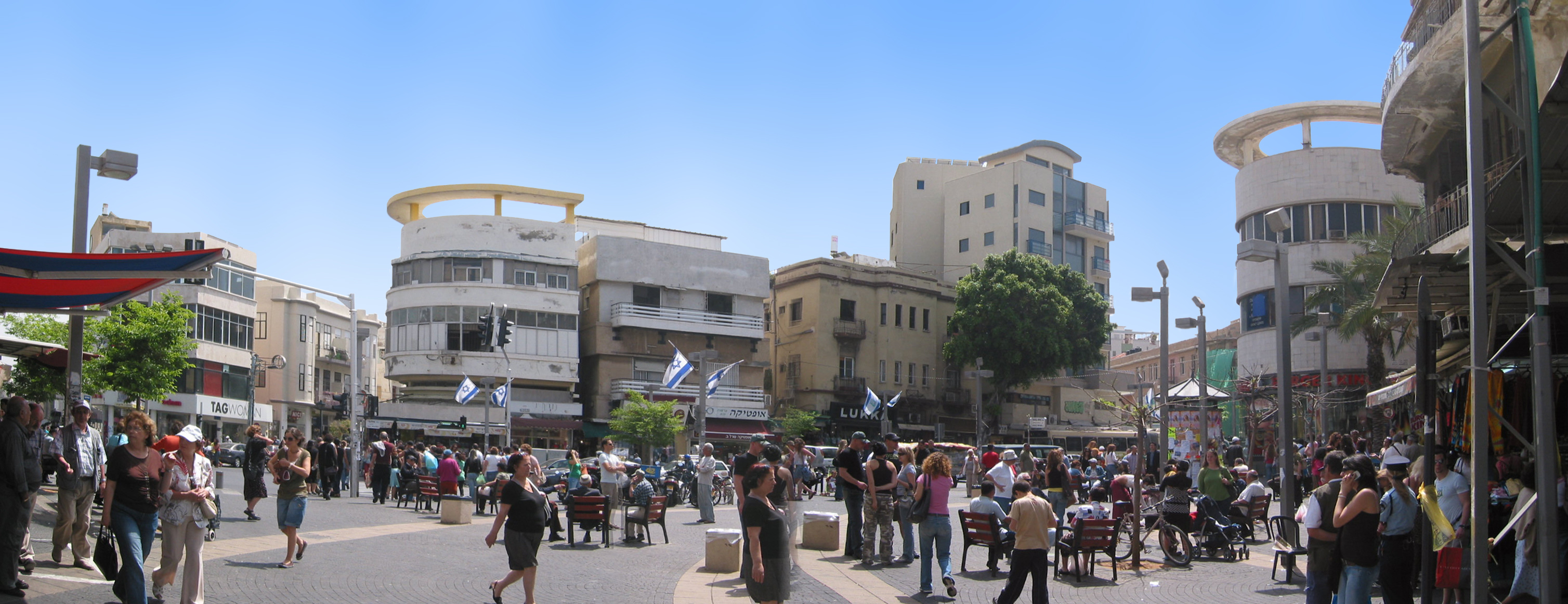
Zástavba v čtvrti Lev ha-Ir Merkaz, náměstí Kikar Magen David

Lev ha-Ir Merkaz (hebrejsky: לב העיר מרכז, doslova Střed města-centrum) je čtvrť v centrální části Tel Avivu v Izraeli. Je součástí správního obvodu Rova 5 a samosprávné jednotky Rova Lev ha-Ir.

## Geografie
Leží v centrální části Tel Avivu, cca 1 kilometr od pobřeží Středozemního moře, v nadmořské výšce okolo 20 metrů.

## Popis čtvrti
Čtvrť na severu vymezuje ulice Šejnkin, na jihu ulice Montefiore a Ja'abec, na východě ulice Melchett a na západě ha-Karmel (tržnice Šuk ha-Karmel). Dál k západu už se rozkládá čtvrť Kerem ha-Tejmanim. Nejvýznamnějšími lokálními komunikacemi v této oblasti je střední část Allenbyho ulice, dále ulice Balfour. Na jihovýchodě plynule navazuje čtvrť Lev ha-Ir Darom. Zástavba má charakter husté blokové městské výstavby. V roce 2007 tu žilo 4636 lidí.